# Gonomyia (Gonomyia) dissidens
Gonomyia (Gonomyia) dissidens is een tweevleugelige uit de familie steltmuggen (Limoniidae). De soort komt voor in het Oriëntaals gebied.